# Barragem do Baixo Sabor
A barragem do Baixo Sabor é uma barragem localizada no concelho de Torre de Moncorvo, no distrito de Bragança, a 12 km a montante da foz do Rio Sabor. A barragem começou a operar em 2016 e foi construída com o objectivo de melhorar a gestão operacional da bacia do Douro.

## Especificações Técnicas
O aproveitamento hidroelétrico é composto por uma barragem arco-gravidade em betão e uma central hidroelétrica reversível. A barragem tem 123 metros de altura e um comprimento no coroamento de 505 metros. A albufeira criada pela barragem pode armazenar até 1.095 milhões de metros cúbicos de água, sendo o terceiro maior reservatório de Portugal.
A central subterrânea está equipada com duas turbinas Francis, cada uma com uma capacidade de 72 MW, totalizando uma potência instalada de 144 MW. A produção média anual de energia é de aproximadamente 191 GWh.

## História
O projeto da Barragem do Baixo Sabor foi iniciado para melhorar a gestão da bacia do Rio Douro. A construção começou em 2008 e a barragem entrou em operação em 2016. Em dezembro de 2019, a Energias de Portugal vendeu a barragem a um consórcio francês.

## Impacto Ambiental
A construção e operação da Barragem do Baixo Sabor tiveram impactos ambientais significativos. Foram tomadas medidas para mitigar esses impactos, incluindo a criação de habitats para a fauna local e a implementação de programas de conservação.